# Трудовое право Европейского союза
Трудовое право Европейского Союза устанавливает минимальные стандарты в области трудовых отношений на территории ЕС.
Трудовое право ЕС, в соответствии со ст. 153 Договора о функционировании Европейского союза регулирует две основные области трудовых отношений:
- условия труда, включая рабочее время, частичную занятость, срочные трудовые договоры, командировки работников
- информирование работников о коллективном сокращении штата, изменении места нахождения компании
Страны – члены ЕС в национальном трудовом законодательстве вправе устанавливать более высокие стандарты, чем устанавливаемые на уровне ЕС.
Кроме того, Европейский Парламент и Совет вправе принимать директивы, регламенты для обеспечения свободы передвижения рабочей силы на территории ЕС, и отмены ограничений на свободу передвижения рабочей силы, существующих в национальном законодательстве стран-членов ЕС. 
Основными директивами ЕС в области трудовых отношений являются:
- Директива 2003/88/ЕС от 04.11.2003г. о некоторых аспектах организации рабочего времени
- Директива 96/71/EC от 16.12.1996г. о регулировании деятельности работников, посылаемых в командировки в сфере оказания услуг
Регулирует деятельность работников, которые были посланы работодателем в командировки в иное государство-член ЕС
- Директива 91/533/EEC  от 14.12.1991г. об обязанности работодателя информировать работника об условиях труда
- Директива 2001/23/EC от 12.03.2001г. о сближении национальных законодательство государств-членов ЕС в отношении охраны прав работников в случае изменения места нахождения компании из одного государства-члена в другое
- Директива 2008/94/EC от 22.10.2008г. о защите работников в случае банкротства работодателя